# Danville (Indiana)
Danville város az USA Indiana államában. Lakosainak száma 10 559 fő (2020. április 1.).

## Népesség
A település népességének változása:

| 2010 | 9 001  |
| 2020 | 10 559 |